# Nasikabatrachus bhupathi
Grenouille violette de Bhupathy, Grenouille violette à nez de porc
Espèce
Statut de conservation UICN

 CR  : 
En danger critique
Nasikabatrachus bhupathi, ou grenouille violette de Bhupathy, ou grenouille violette à nez de porc, est une espèce d'amphibiens, du genre Nasikabatrachus et de la famille Nasikabatrachidae.

## Répartition
Cette espèce est endémique des Ghâts occidentaux dans l'État du Tamil Nadu en Inde.

## Description
Cette espèce de grenouilles a la peau violette, un nez pointu, des petits yeux cerclés d’un petit anneau bleu ciel, des membres courts équipés de « pelles » durcies qui lui permettent d’évoluer quasiment toute sa vie en sous-sol. La grenouille violette de Bhupathy a une langue longue et plissée pour attraper les fourmis et les termites souterraines.

## Comportement
Cette espèce passe pratiquement toute sa vie sous terre.

## Étymologie
Le genre Nasikabatrachus, du sanskrit nasika, « nez », et du grec batrachus, « grenouille », fait référence au museau pointu de cette espèce.
Son nom d'espèce, bhupathi, lui a été donné en référence à Subramaniam Bhupathy, un biologiste mort dans les Ghâts occidentaux en 2014.

## Publication originale
- (en) S. Jegath Janani, Karthikeyan Vasudevan, Elizabeth Prendini, Sushil Kumar Dutta et Ramesh K. Aggarwa, A new species of the genus Nasikabatrachus (Anura, Nasikabatrachidae) from the eastern slopes of the Western Ghats, India, Alytes, 2017, PDF (lire en ligne), p. 1-19.